# Bikini Kill
Bikini Kill (МФА: [bɪˈkiːni ˈkɪl]) — американская рок-группа, образовавшаяся в 1990 году в Олимпии, штат Вашингтон, исполнявшая радикальный панк-рок и прославившаяся провокационными и захватывающими сценическими выступлениями, сверхполитизированными текстами, феминистскими идеями и лозунгами («Revolution girl style now!»). Bikini Kill вошли в число основательниц и стали на какое-то время лидерами движения riot grrrl, первоначальной задачей которого было — подорвать сложившуюся в инди-роке мужскую иерархию.

## История группы
Bikini Kill образовались в 1990 году, когда студентки колледжа Evergreen Кэтлин Ханна, Тоби Вэйл и Кэти Уилкокс решили расширить сферу влияния феминистского фэнзина, ими же издававшегося. Пригласив к участию гитариста Билли Каррена, известного также под псевдонимом Billy Boredom, они превратились в конфронтационную панк-группу, название заимствовав у того же фэнзина.
Дебютировав в 1991 году с альбомом Revolution Girl Style Now!, вышедшим на самодельной кассете, группа подписала контракт с лейблом Kill Rock Stars и выпустила здесь Bikini Kill (EP); пластинка, записанная с продюсером Иэном Маккеем, лидером Fugazi, содержала, в основном, новые версии песен, выходивших на кассете. За мини-альбомом Yeah Yeah Yeah Yeah, записанным совместно с британской группой Huggy Bear, чья сторона была озаглавлена «Our Troubled Youth», последовали их же совместные гастроли по Англии, после которых о движении Riot Grrrl заговорили как о новой панк-революции. Выпустив ещё два (более искусно сработанных, но не менее мощных и бескомпромиссных) альбома, Bikini Kill в 1998 году распались.
Участниц группы часто оскорбляли на концертах, некоторые мужчины приходили специально для того, чтобы устроить скандал. После того как СМИ провозгласили Ханну лидером неиерархической сцены, феминистки, также игравшие в стиле панк, осудили её. Музыкальная пресса возможно, намеренно неверно истолковывала их песни и часто высмеивала группу («Идиотские истерики, вызывающие рвоту из-за стандартного школьного риффа из Sabbath», — написал Rolling Stone об их одноименном EP 1993 года). Курт Кобейн сразу принял творчество Bikini Kill (по одной из версий, Ханна написала на стене фразу: «Курт пахнет подростковым духом», что вдохновило «Нирвану» на создание первого и одного из самых популярных хитов) .

## После распада
Вэйл, всегда участвовавшая в нескольких проектах одновременно, продолжила выступления с группой Spider and the Webs. Уилкокс играет в Casual Dots, Карен — в Boo-Boo and the Corrections. Кэтлин Ханна, некоторое время сотрудничавшая с The Fakes и затем выступавшая соло (альбом «Julie Ruin»), сейчас — участница группы Le Tigre.
В 2013 году вышел документальный фильм «Певица панка» о вокалистке Ханне Кэтлин.
4 ноября 2017 года Кэтлин Ханна, Кэти Уилкокс и Тоби Вэйл, три из четырёх участниц оригинального состава, выступили в нью-йоркском клубе The Kitchen. Выступление состоялось на вечеринке, посвящённой выходу книги про дебютный альбом группы The Raincoats. Трио сыграло лишь одну песню, «For Tammy Rae», с альбома 1993 года Pussy Whipped, после чего уступили сцену хозяйкам вечера, The Raincoats.
15 января 2019 года группа анонсировала реюнион тур.
В апреле 2019 года Bikini Kill вновь вышли на сцену, чтобы выступить в переполненном концертном зале Hollywood Palladium, Лос-Анджелес.

## Дискография

### Альбомы
- Revolution Girl Style Now![англ.] (кассета, 1991)
- Bikini Kill (EP)[англ.] (Kill Rock Stars, 1991)
- Yeah Yeah Yeah Yeah[англ.] (с Huggy Bear, 1992)
- Bikini Kill CD (CD-версия двух первых альбомов, 1993)
- Pussy Whipped[англ.] (1994)
- Reject All American[англ.] (1996)[1]

### Синглы
- «New Radio»/«Rebel Girl» (1993)
- «The Anti-Pleasure Dissertation» (1994)
- «I Like Fucking»/«I Hate Danger» (1995)
- «European Tour» (сплит с Team Dresch, Banda Bonnot, 1996)

### Участие в компиляциях
- Kill Rock Stars (1991)
- Throw: The YoYo Studio Compilation (YoYo Records, 1991)
- Give Me Back (Ebullition Records, 1991)
- There’s A Dyke In The Pit (Outpunk Records, 1992)
- The C.D. Version of the First Two Records[англ.] (1994)
- The Singles (1998)